# Drangovo, Blagoevgrad
Drangovo (în bulgară Дрангово) este un sat în Obștina Petrici, Regiunea Blagoevgrad, Bulgaria.

## Demografie
Componența etnică a satului Drangovo
     Bulgari (96,78%)
     Nicio identificare (3,21%)
     Altele (0%)
La recensământul din 2011, populația satului Drangovo era de 528 locuitori. Din punct de vedere etnic, majoritatea locuitorilor (96,78%) erau bulgari. Pentru 3,21% din locuitori nu este cunoscută apartenența etnică.